# Володинский сельсовет (Пермская область)
Володинский сельсовет — упразднённая в 1966 году административно-территориальная единица в Соликамском районе Пермской области (современном Пермском крае).  Административный центр - деревня Володино

## Название органа власти
- 1924—1930 — Исполнительный комитет Володинского сельского Совета Соликамского районного исполнительного комитета Советов рабочих, крестьянских, и красноармейских депутатов Верхне-Камского округа Уральской области.
- 1931—1933 — Исполнительный комитет Володинского сельского Совета Березниковского районного исполнительного комитета Советов рабочих, крестьянских депутатов Уральской области.
- 1934—1938 — Исполнительный комитет Володинского сельского Совета Ворошиловского районного Совета рабочих, крестьянских и красноармейских депутатов Свердловской области.
- 1938—1940 — Исполнительный комитет Володинского сельского Совета Соликамского районного Совета депутатов трудящихся Пермской области.
- 1940—1955 — Исполнительный комитет Володинского сельского Совета Соликамского районного Совета Молотовской области.
- 1955—1959 — Исполнительный комитет Володинского сельского Совета Соликамского городского Совета депутатов трудящихся Молотовской области /Пермской/.
- 1959—1969 — Исполнительный комитет Володинского сельского Совета Соликамского районного Совета депутатов трудящихся.
- 1963—1965 — Исполнительный комитет Володинского сельского Совета Соликамского районного Совета депутатов трудящихся[2].

## История
Володинский сельский Совет создан в 1924 году в составе Соликамского райисполкома Верхне-Камского округа Уральской области («Экономика Верхне-Камского Округа и его районов», 1928 год).
После упразднения Соликамского района, с включением его территории в Березниковский район (Постановление ВЦИК от 10 июня 1931 года «Об изменениях в составе городов, рабочих поселков и районов Уральской области»), Володинский сельсовет в состав Березниковского района Уральской области.
9 марта 1934 года ВЦИК СССР принял Постановление «О переименовании Березниковского района в Ворошиловский»; Володинский сельсовет в составе Ворошиловского района до 1938 года.
29 января 1938 года восстанавлен Соликамский район (Постановление ВЦИК СССР «Об образовании новых районов Свердловской области»). Володинский сельсовет вернулся из Ворошиловского района в Соликамский.
По Указу Президиума Верховного Совета РСФСР от 4 августа 1955 года «Об упразднении Кунгурского и Соликамского районов Молотовской области», район был упразднён с подчинением сельсоветов Соликамскому горсовету.
По Указу Президиума Верховного Совета от 4 ноября 1959 года "Об упразднении, переименовании, образовании некоторых районов и объединении городов Соликамска и Боровска, Губахи и Углеуральска Пермской области, район был восстановлен. Володинский сельсовет вновь вошел в состав Соликамского района.
Решением Соликамского райисполкома от 19 января 1952 года в состав Володинского сельского Совета был включен Верх-Усольский сельский Совет.
Володинский сельский Совет ликвидирован решением Соликамского райисполкома № 226 от 15 декабря 1966 года, с передачей функций Усовскому сельскому Совету.

## Состав
В 1924 году в составе Володинского сельского совета деревни: Володино, Усова, Косикова, Пашковка. 
В 1940 году добавились деревни: Залесье, Лебеди, Железова.
Решением Соликамского райисполкома от 19.01.1952 в состав Володинского сельского совета был включён Верхусольский сельсовет с деревнями: Сидорова, Садом, Белая, Мамоны, посёлок Бельский, село Верхусолка, Чашкино, Родники.
Перед упразднением входили: деревни Володино (центр), Косикова, Пашковка, Сидорова, Верх-Усолка, Садом, пос. Бельский, Белая, Залесье, Селянка, Чашкино, Мамоны, Родники.

## Инфраструктура
Личное подсобное хозяйство с зоной сельскохозяйственного использования, индивидуальная застройка усадебного типа.
Основа экономики — сельское хозяйство. В начале 1930-х годов был образован колхоз «Володинский».